# یواس‌اس پل (ای‌اف-۱)
یواس‌اس پل (ای‌اف-۱) (به انگلیسی: USS Bridge (AF-1)) یک کشتی بود که طول آن ۴۲۲ فوت ۱۱ اینچ (۱۲۸٫۹۱ متر) بود. این کشتی در سال ۱۹۱۶ ساخته شد.